# Strabomantis anomalus
Strabomantis anomalus is een kikker uit de familie Strabomantidae. De wetenschappelijke naam van de soort werd beschreven in 1898 door Boulenger. De soort komt voor in het noorden van Colombia vanaf de gebergte Serranía del Baudó tot het noordwesten van Ecuador tot op een hoogte van 1100 meter boven het zeeniveau. Strabomantis anomalus wordt niet bedreigd maar de populatie is afnemend.